# Francesca Marciano
Pour les articles homonymes, voir Marciano.
Francesca Marciano est une écrivaine, scénariste, réalisatrice et actrice italienne née à Rome le 17 août 1955.

## Biographie

### Cinéma
Elle commence sa carrière cinématographique par hasard, choisie par Lina Wertmüller pour un rôle dans son film Pasqualino, puis la poursuit avec Pupi Avati (La Maison aux fenêtres qui rient et Tutti defunti... tranne i morti).
Elle abandonne rapidement son métier d’actrice, pour approfondir la réalisation et l’écriture. Elle déménage à New York en 1977 où elle étudie à l’Actors Studio de Lee Strasberg. Elle y vit jusqu’en 1983, travaillant d'abord comme assistante-réalisatrice, puis comme assistante de Lionel Rogosin, réalisateur indépendant, auteur de films inspirés par le néo-réalisme italien. Elle est productrice indépendante pour la Rai Corporation et réalise des programmes. Elle continue aussi à être scénariste.

### Écriture
Elle publie son premier roman en 1998. Le premier, L’Africaine se déroule au Kenya où elle a vécu pendant des années.
Elle écrit ses romans d'abord en anglais et les traduit en italien,,.

## Filmographie

### Actrice
- 1975 : Pasqualino (Pasqualino Settebellezze), de Lina Wertmüller.
- 1976 : La Maison aux fenêtres qui rient (La casa dalle finestre che ridono), de Pupi Avati[1].
- 1977 : Tutti defunti... tranne i morti, de Pupi Avati.
- 1978 : 
  - La riva di Charleston, [7].
  - Il ritorno di Casanova, de Pasquale Festa Campanile.

### Réalisatrice
- 1983 : Lontano da dove, coréalisé avec Stefania Casini .
- 1988 : Sirena, épisode de la série Provvisorio quasi d'amore.
- 1998 : ll racconto del leone - documentaire.

### Scénariste

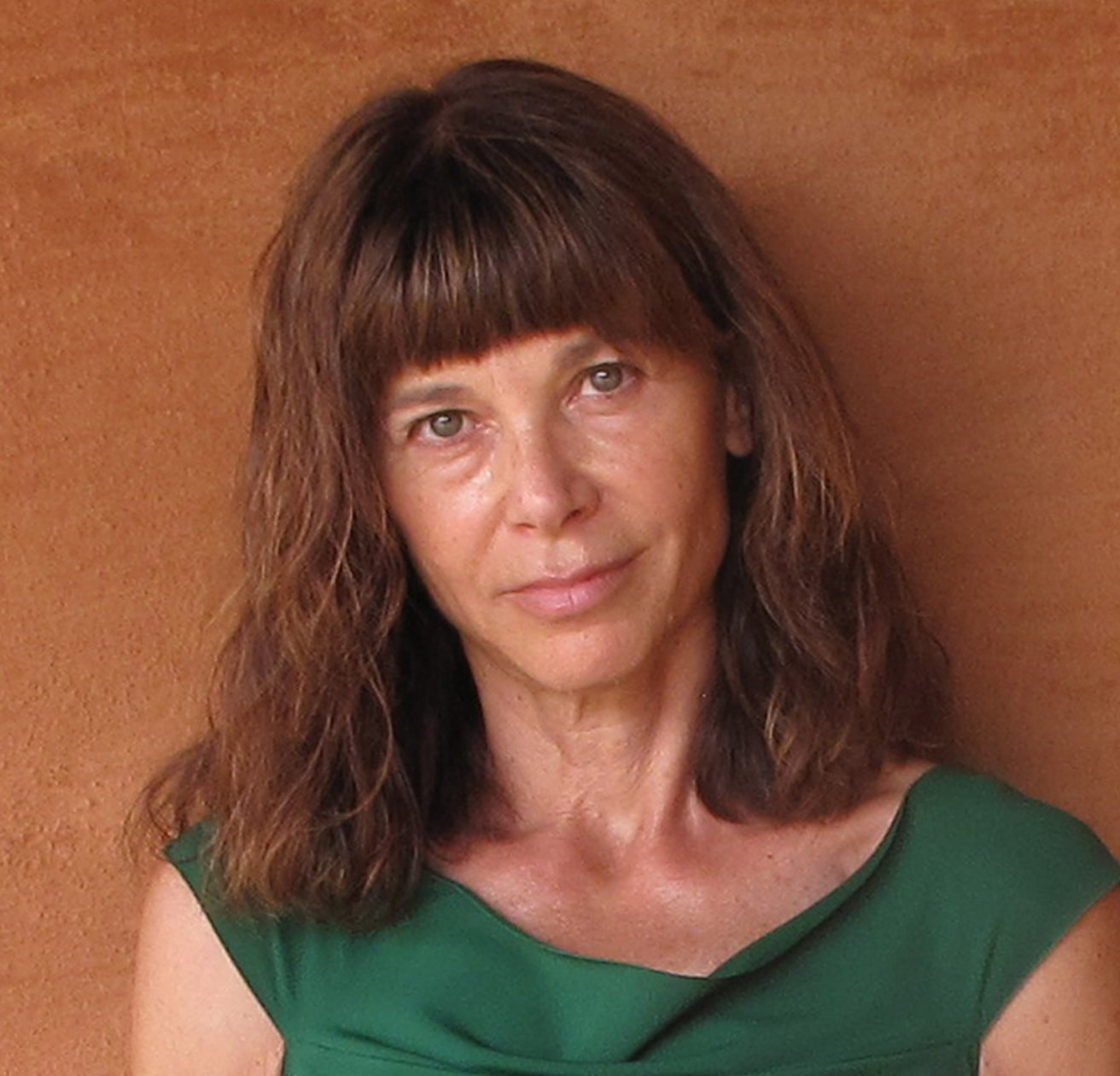
Francesca Marciano en 2012.

- 1983 : Lontano da dove, de Francesca Marciano et Stefania Casini.
- 1990 : 
  - Turné, de Gabriele Salvatores.
  - A Ilha, de Joaquim Leitão.
- 1992 : Maledetto il giorno che t'ho incontrato, de Carlo Verdone
- 1994 : Perdiamoci di vista, de Carlo Verdone.
- 1996 : 
  - Sono pazzo di Iris Blond, de Carlo Verdone.
  - Ritorno a casa Gori, de Alessandro Benvenuti.
  - Un paradiso di bugie, de Stefania Casini.
  - La mia generazione, de Wilma Labate.
- 2003 : Io non ho paura, de Gabriele Salvatores[8].
- 2004 : L'amore è eterno finché dura, de Carlo Verdone.
- 2005 : La bestia nel cuore, de Cristina Comencini.
- 2007 : Signorina Effe, de Wilma Labate - sujet.
- 2009 : Alza la testa, de Alessandro Angelini.
- 2010 : 
  - Io, loro e Lara, de Carlo Verdone.
  - La scuola è finita, de Valerio Jalongo.
  - Moi et toi (Io e te), de Bernardo Bertolucci (2012)[9].
- 2013 : 
  - Viaggio sola, de Maria Sole Tognazzi.
  - Miele, de Valeria Golino.
- 2015 : Io e lei, de Maria Sole Tognazzi.
- 2016 : Pericle il nero, de Stefano Mordini.
- 2017 : Di padre in figlia, de Riccardo Milani.
- 2018 : 
  - Il miracolo - série télé.
  - Euforia, de Valeria Golino
- 2020 : Lasciami andare, de Stefano Mordini.
- 2023 : Vers un avenir radieux (Il sol dell'avvenire) de Nanni Moretti.
- 2024 : Évanouis dans la nuit (Svaniti nella notte) de Renato De Maria.

## Sources
- (it) Cet article est partiellement ou en totalité issu de l’article de Wikipédia en italien intitulé « Francesca Marciano » (voir la liste des auteurs).

- Roberto Poppi, Dizionario del cinema italiano. I Registi., Gremese Editore, Rome, 2002, pp. 266/267.